# Mistrovství světa v klasickém lyžování 2007
Mistrovství světa v severském lyžování se uskutečnilo v japonském Sapporu ve dnech od 22. února do 4. března.

## Běh na lyžích

### Medailisté (muži)
| Soutěž              | Zlato                                                        | Stříbro                                                           | Bronz                                                               |
| Sprint              | Jens Arne Svartedal                                          | Mats Larsson                                                      | Eldar Rønning                                                       |
| Sprint štafety      | Renato Pasini Cristian Zorzi                                 | Nikolaj Morilov Vasilij Ročev                                     | Milan Šperl Dušan Kožíšek                                           |
| Kombinace 2 × 15 km | Axel Teichmann                                               | Tobias Angerer                                                    | Pietro Piller Cottrer                                               |
| 15 km volně         | Lars Berger                                                  | Leonid Karnějenko                                                 | Tobias Angerer                                                      |
| 50 km klasicky      | Odd-Bjørn Hjelmeset                                          | Frode Estil                                                       | Jens Filbrich                                                       |
| 4 × 10 km           | Eldar Rønning Odd-Bjørn Hjelmeset Lars Berger Petter Northug | Nikolaj Pankratov Vasilij Ročev Alexandr Legkov Jevgenij Dementěv | Martin Larsson Mathias Frederiksson Marcus Hellner Anders Södergren |

### Medailisté (ženy)
| Soutěž               | Zlato                                                                             | Stříbro                                                                        | Bronz                                                                             |
| Sprint               | Astrid Jacobsenová                                                                | Petra Majdičová                                                                | Virpi Kuitunenová                                                                 |
| Sprint štafety       | Riitta-Liisa Roponenová Virpi Kuitunenová                                         | Evi Sachenbacherová-Stehleová Claudia Nystadová                                | Astrid Jacobsenová Marit Bjørgenová                                               |
| Kombinace 2 × 7,5 km | Olga Zavjalovová                                                                  | Kateřina Neumannová                                                            | Kristin Størmer Steiraová                                                         |
| 10 km volně          | Kateřina Neumannová                                                               | Olga Zavjalovová                                                               | Arianna Follisová                                                                 |
| 30 km klasicky       | Virpi Kuitunenová                                                                 | Kristin Størmer Steiraová                                                      | Therese Johaugová                                                                 |
| 4 × 5 km             | Virpi Kuitunenová Aino-Kaisa Saarinenová Riitta-Liisa Roponenová Pirjo Muranenová | Stefanie Böhlerová Viola Bauer Claudia Nystadová Evi Sachenbacherová-Stehleová | Vibeke Skofterudová Marit Bjørgenová Kristin Størmer Steiraová Astrid Jacobsenová |

## Severská kombinace

### Medailisté
| Soutěž                | Zlato                                                        | Stříbro                                                          | Bronz                                                |
| Sprint 7.5 km         | Hannu Manninen                                               | Magnus Moan                                                      | Björn Kircheisen                                     |
| 15 km (Gundersen)     | Ronny Ackermann                                              | Bill Demong                                                      | Anssi Koivuranta                                     |
| 4 x 5 km volný způsob | Anssi Koivuranta Janne Ryynänen Jaakko Tallus Hannu Manninen | Sebastian Haseney Ronny Ackermann Tino Edelmann Björn Kircheisen | Håvard Klemetsen Espen Rian Petter Tande Magnus Moan |

## Skoky na lyžích

### Medailisté
| Soutěž         | Zlato                                                                   | Stříbro                                                | Bronz                                                    |
| Střední můstek | Adam Małysz                                                             | Simon Ammann                                           | Thomas Morgenstern                                       |
| Velký můstek   | Simon Ammann                                                            | Harri Olli                                             | Roar Ljøkelsøy                                           |
| Družstva       | Wolfgang Loitzl Gregor Schlierenzauer Andreas Kofler Thomas Morgenstern | Tom Hilde Anders Bardal Anders Jacobsen Roar Ljøkelsøy | Shohhei Tochimoto Takanobu Okabe Daiki Ito Noriaki Kasai |

## Přehled medailí
| Pořadí | Země      | Zlato | Stříbro | Bronz | Celkově |
| 1      | Norsko    | 5     | 4       | 6     | 15      |
| 2      | Finsko    | 4     | 1       | 1     | 6       |
| 3      | Německo   | 1     | 3       | 3     | 7       |
| 4      | Rusko     | 1     | 3       | 0     | 4       |
| 5      | Česko     | 1     | 1       | 1     | 3       |
| 6      | Itálie    | 1     | 0       | 2     | 3       |
| 7      | Švýcarsko | 1     | 1       | 0     | 2       |
| 8      | Rakousko  | 1     | 0       | 1     | 2       |
| 9      | Polsko    | 1     | 0       | 0     | 1       |
| 10     | Švédsko   | 0     | 1       | 1     | 2       |
| 11     | Slovinsko | 0     | 1       | 0     | 1       |
| 12     | Bělorusko | 0     | 1       | 0     | 1       |
| 13     | Japonsko  | 0     | 0       | 1     | 1       |
| Celkem | Celkem    | 16    | 16      | 16    | 48      |